# Western Airlines
Western Airlines var ett amerikanskt flygbolag med fokus på västra USA med två nav, Los Angeles International Airport och Salt Lake City International Airport. Bolaget köptes 1986 av Delta Air Lines och införlivades 1987.